# 索米M1931冲锋枪
索米 KP/-31（芬蘭語：Suomi-konepistooli m/31，另稱索米 M31）是芬兰在二战期间设计的冲锋枪。它由M/22原型枪与KP/-26量产型改进而成并于1925年问世。「索米」（Suomi）為芬蘭的母語內名，因此有时KP/-31也被称为芬兰冲锋枪。

## 設計
KP/-31的自动方式为传统的自由枪机、开膛待击。在射击中，传统的冲锋枪的枪栓会随着枪机往复运动，而索米M1931的特别之处在于其枪栓拉上之后即固定不动封闭枪膛，从而避免杂物进入枪膛造成故障。

## 歷史
M/22原型枪与KP/-26量产型的制造商是枪械设计大师埃莫·拉赫蒂，V·科佩拉上尉，Y·科什基宁中尉和L·布瓦耶-斯普夫中尉创立的Konepistooli Oy（芬兰语之“冲锋枪公司”）。索米M1931的设计者为科什基宁与拉赫蒂。
1931年，KP/-31在Tikkakoski Oy正式投入量产，大部分为芬兰国防军所购买。到了苏芬战争开始时，芬兰国防军已经装备了大约4000枝索米M1931。在战争进行期间，M1931的设计中加入了枪口制退器，使得枪身长度在原先基础上又增加了55毫米。新型号被称为KP/-31 SJR（suujarru，意即“枪口制退”）。不过，埃莫·拉赫蒂对此一型号并不感冒，因为他相信这么做不会降低本枪的可靠性。最终，在芬兰军队中服役的M1931约有一半左右为SJR型。最初，索米M1931被用来替代轻机枪使用，不过事实证明它无法胜任这一角色。到了继续战争的时候，芬军一个步兵班通常配有一枝M1931与一枝轻机枪（一般是缴获的德加廖夫轻机枪），到了1943年，每个班已经配有两枝M1931。芬军本打算给每个班配发第三枝M1931，不过此计划随着继续战争的结束而中止。
1941年，厂商还生产了少量（一共才生产了500枝）的碉堡型KP/-31，其护木被做得很薄，以方便从狭窄的射击口向外射击之用，该型号没有枪托，握把也被换成了手枪式的。还有一种更罕见的型号被装置在维克斯6吨轻型坦克上作为第二武器，但在苏芬战争所导致的订单取消之前，这一型号只造出了数十枝而已，由于缴获的德加廖夫轻机枪被发现更胜任这一用途，这一型号后来就再也没有生产。跟碉堡型一样，该型号也采用手枪式握把（当然，也没有枪托），如有必要可以快速从坦克上拆下并更换枪管以适合步兵使用。到了80年代，芬军的军火库里仍有这种型号的存货，尽管配套使用的坦克在1959就早已退役。大概连芬军自己都忘了自己的仓库里还有这么一型冲锋枪。
瑞典、丹麦及瑞士也曾利用许可证生产过M1931。瑞士的M1931被称为西班牙瑞士MP43/44。坦克型和碉堡型则仅有芬兰生产。
2009年，M1931的半自动版本在美国向公众发售，此版本延长了枪管并更换了枪身以符合美国国家枪械法案。
KP/-31被人们认为是二战期间成功的冲锋枪之一，其部份特点（例如70（72）发弹鼓，这种弹鼓的实际最大容量是72发，但芬兰军队更喜欢称之为70发弹鼓，原因是根据经验只装70发子弹不装72发，增加了这种弹鼓的可靠性）曾被苏联的PPD-40与PPSh-41冲锋枪效仿。由于枪管较长，做工精良，其精度比大批量生产的PPSh-41高，而射速和装弹量则与PPSh-41一样。其最大的弊端在于过高的生产成本。M1931所采用的材料是瑞典的优质铬镍钢，并以狙击枪的标准生产，费工费时。1932年，M1931式冲锋枪的装备量约为1,000支，1934年为1,400支，到1939年11月苏芬战争爆发之时只有4,144支，一直到战争结束，其产量也不足十万，相较于PPSh-41（产量达600多万），索米给战争进程产生的直接影响则显得相当有限。
值得注意的是，经常被与此枪比较的PPD冲锋槍从1929年即开始构想，并建成数个原型，1932年即建成最终生产版本的原型并参与竞标，不可能参考几乎同时期KP/-31的内部设计，惟1938年型开始从弹匣供弹改为参考了KP/-31的弹鼓，同时，PPD和后来的PPSh冲锋枪的运作机构皆为參考MP18的自由反冲式枪机，血统较为接近德国MP18衝鋒槍，和KP/-31则完全没有关连，两者仅在外表轮廓略微相像。

## 用戶

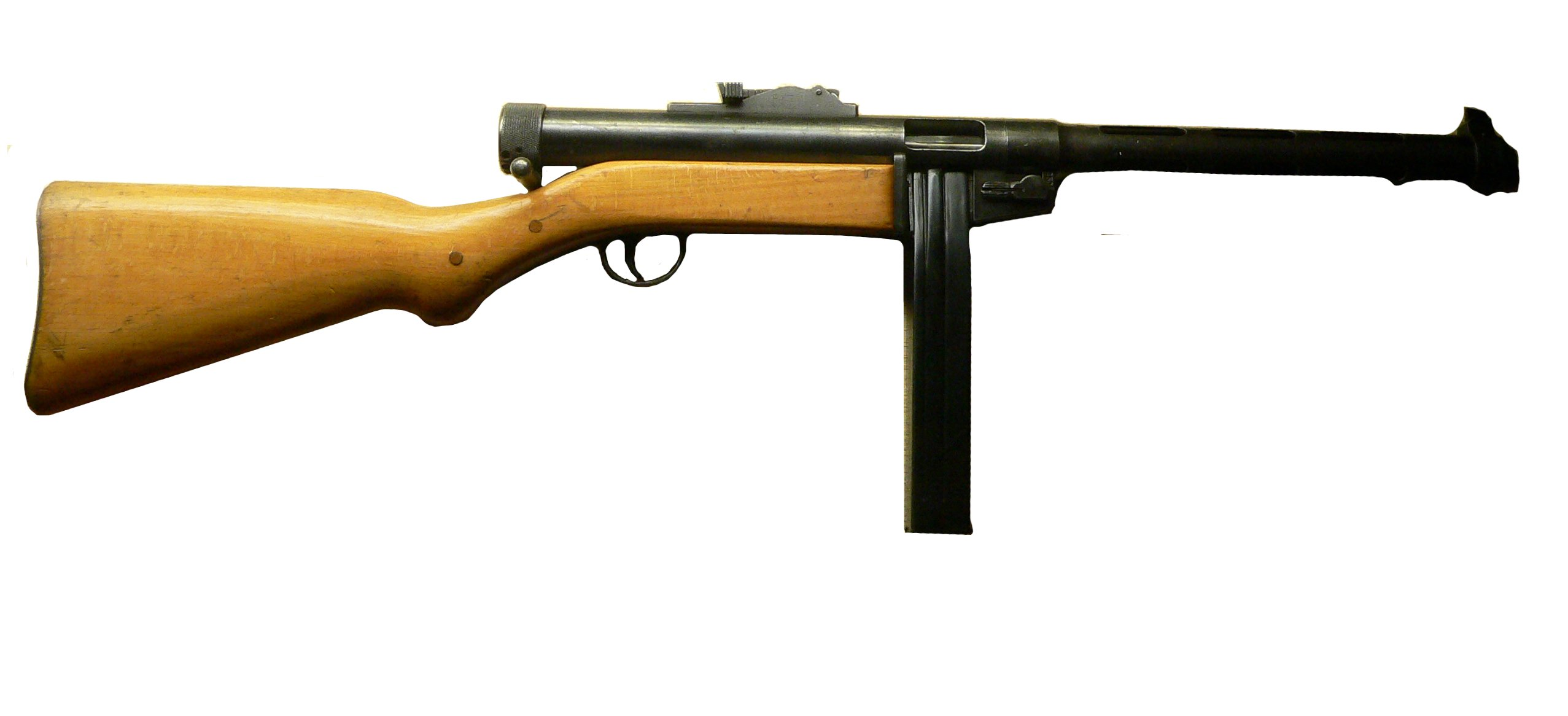
瑞士MP 43/44

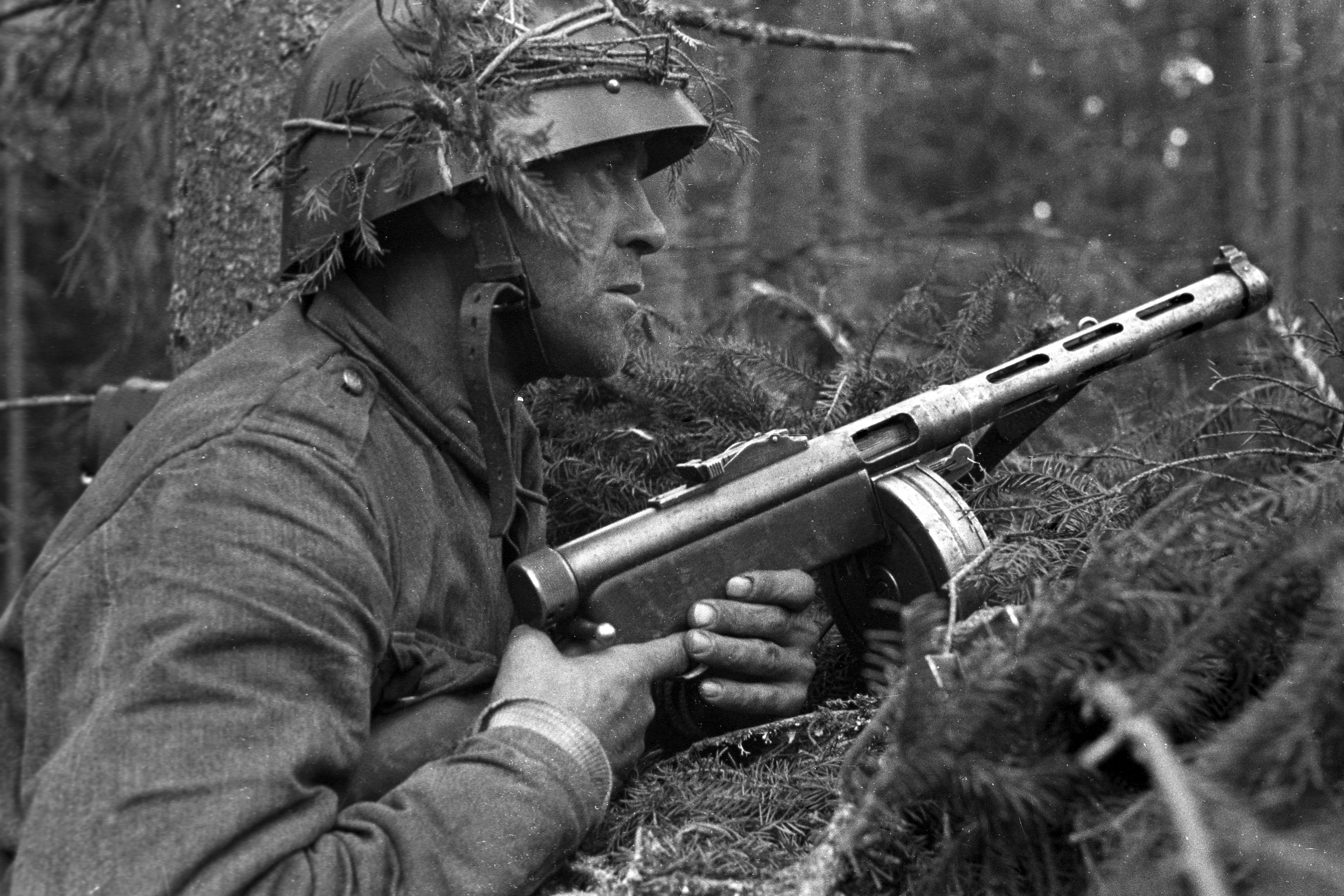
芬蘭士兵使用索米衝鋒槍

- 保加利亚－在1940-1942年間購入了5,505把。
- －在1942-1943年間購入了1,250把。
- 丹麦－由Madsen and Hovea仿制命名為M/41，至少制造了1,400把。
- 爱沙尼亚
- 芬兰
- 以色列
- 納粹德國－納粹德國在二戰期間購買了3,042把，普遍裝備德意志國防軍及武裝黨衛隊。
- 南斯拉夫王國
- －由蘇聯提供，在韓戰期間被朝鮮人民軍所使用。
- 挪威－被挪威國防軍使用至1980年代才完全淘汰。
- 波蘭－被波蘭警察所採用。
- 中华人民共和国－國共內戰及韓戰期間分別被中國人民解放軍及中國人民志願軍所使用；古寧頭戰役期間中華民國國軍也因此繳獲解放軍之索米衝鋒槍。
- 中華民國－內戰期間從俘獲或是從戰後剩餘物資分配獲得。福建省金門縣的古寧頭戰史館內有展示一把於古寧頭戰役期間中華民國國軍繳獲之索米衝鋒槍。
- －韓戰期間從朝鮮人民軍手上繳獲使用。
- 斯洛伐克
- 瑞典－大部份為授權生產型。
- 瑞士
- 苏联－蘇聯以戰場上奪得的M1931作修改，改為發射7.62×25毫米托卡列夫手槍子彈。
- 梵蒂冈-宗座瑞士近衛隊
- 西德

## 流行文化

### 電子遊戲
- 2016年—《少女前線》：五星戰術人形，分類為衝鋒槍(SMG)。
- 2021年—《應徵入伍》：為軸心國付費武器。
- 2022年—《蔚藍檔案》：月雪都子的固有武器「RABBIT-31式短機關槍」原型。
- 2023年—《少女前線2：追放》：限定菁英人形，分類為「支援」。